# ISO 41001
ISO 41001は、国際標準化機構 (ISO) で発行されたファシリティマネジメントシステムに関する国際規格 (IS) 。
関連する規格にISO 41011、ISO 41012がある。

## 概要
ISO 41001は、健康・ウェルビーイング、ワークスペース管理、維持管理、セキュリティ、環境問題、財務管理、サービス管理、資材調達など幅広い分野をカバーしている。
同規格は、世界各国の不動産管理のベストプラクティスを参考に策定され、自社の不動産管理を行う観点だけでなく、不動産管理先をアウトソースする際の選定基準にも用いられることを目的としている。策定は技術委員会ISO/TC267が所管。ISOメンバーであるBSI（英国規格協会）が策定をリードし、2018年4月24日に発行した。
ISO 41001の構成は、共通基本構造であるHSL（High Level Structure）に基づいており、その上にファシリティマネジメント分野固有の用語及び定義、要求事項を追加している。（HLSとはISOマネジメントシステム規格（MSS）間の整合性を確保するために定められたもので、各MSS（ISO9001等）と同じ共通構造で構成されている。
2021年8月20日にISO 41001に対応する日本産業規格のJIS Q 41001:2021「ファシリティマネジメント―マネジメントシステム―要求事項及び利用の手引」が制定された。

## 特徴
- 経営の効率化やコアビジネスを支援することが明記されており、従来の機能の一部分を規格化したISOとは異なり、ビジネスの成功を目的とした規格である。
- グローバルな競争環境で持続可能で生き残ることを目標とし、プロセスは計画段階を重視したPDCAサイクルで構成されている。
- 統合されたFMサービスを要求している。これはISO41012の要求事項にも通じており、ソーシング戦略として、効率的に調達を行うか、あるいはFMサービスを提供するかについての検討を要求している。
- 緊急事態の対応を重視している。自然災害の多発やテロなどを背景に、事業継続と緊急事態に備えることを要求しており、非定型型業務（緊急事態）への監視を行うことがマネジメントレビューで要求されている。
- 情報管理やICTの活用を重視している。ISO41001では改めて情報管理の効率的利用を要求している。

## 適用範囲
ISO41001は以下の場合に、ファシリティマネジメントシステムに対する要求事項を規定する。
- 組織が需要組織の目標を支援する有効で効率的なファシリティマネジメントの供給を実証する必要がある場合。
- 組織が関係者の必要事項と適用可能な要求事項に適合することを意図する場合。
- 組織が世界的な競争環境化において、持続可能であることを意図する場合。

本規格の要求事項は、すべての組織またはその部門に適用される。